# Suzanne Collins
Suzanne Collins (ur. 10 sierpnia 1962 w Hartford w stanie Connecticut) – amerykańska pisarka, scenarzystka telewizyjna. Autorka bestsellerowej serii Igrzyska śmierci.

## Życiorys
Jej ojciec był oficerem United States Air Force, stacjonował w Wietnamie podczas wojny. 
Swoją pisarską karierę rozpoczęła w 1991 roku jako twórczyni telewizyjnych programów dla dzieci. Tworzyła także scenariusze dla stacji Nickelodeon, m.in.: Klarysa wyjaśni wszystko, Mały Miś i Oswald. Była także główną twórczynią opowieści o wczesnych latach psa Clifforda na kanale Minimini. Otrzymała nominację do nagrody Writers Guild Awards za współtworzenie świątecznego filmu animowanego Santa, Baby! dla Rankin/Bass.
Zanim Collins stworzyła bestsellerową powieść Igrzyska śmierci, będącą pierwszą częścią trylogii o mieszkańcach futurystycznego państwa Panem, napisała kilka bajek i opowiadań, a w końcu zasłynęła pięcioczęściowym cyklem o Gregorze, zatytułowanym Kroniki Podziemia. Obie serie przez wiele tygodni utrzymywały się na liście bestsellerów The New York Times, zyskując pozytywne recenzje zarówno krytyków, jak i czytelników.
Suzanne Collins od 1992 roku jest żoną Charlesa Pryora, z którym ma dwójkę dzieci: Charliego i Isabel. Jest katoliczką.

### Igrzyska śmierci
W 2008 Schoolastic Press opublikowała pierwszą część Igrzysk śmierci. Autorka tłumaczy, że do napisania trylogii zainspirował ją mit o Minotaurze i Tezeuszu, a także coraz bardziej absurdalne programy telewizyjne typu reality show (w odpowiedzi na ataki ze strony fanów powieści pt. Battle Royale, którzy uważają trylogię Igrzysk śmierci za plagiat). Znaczącą rolę w ostatecznym kształcie książki odegrała także niebezpieczna służba ojca Collins w lotnictwie (w książce ojciec Katniss zginął w katastrofie górniczej). Za napisanie tej trylogii została uznana przez tygodnik"Time" za jedną z najbardziej wpływowych osób 2010 roku. Premiera filmu na podstawie powieści miała miejsce 23 marca 2012 roku, produkcja okazała się ogromnym komercyjnym sukcesem (zarobiła ponad 690 mln dolarów przy budżecie 78 mln).
W 2019 poinformowano o tym, że pisarka zdecydowała się powrócić do pracy nad serią. W 2020 roku ukazał się prequel Ballada ptaków i węży, opowiadający historię młodego Coriolanusa Snowa, późniejszego prezydenta Panem. Akcja powieści toczy się w czasie 10. Głodowych Igrzysk, 64 lata przed pierwszym tomem trylogii. 6 czerwca 2024 r. ogłoszono, że wydana zostanie piąta książka z cyklu, Sunrise On The Reaping. Premiera książki w Stanach Zjednoczonych zaplanowana została na 18 marca 2025 r.

## Twórczość
The Underland Chronicles / Kroniki Podziemia
1. Gregor the Overlander (2003) / wyd. polskie Gregor i Niedokończona Przepowiednia (IUVI 2015)
2. Gregor and the Prophecy of Bane (2004) / wyd. polskie Gregor i Przepowiednia Zagłady (IUVI 2015)
3. Gregor and the Curse of the Warmbloods (2005) / wyd. polskie Gregor i klątwa Stałocieplnych (IUVI 2016)
4. Gregor and the Marks of Secret (2006) / wyd. polskie Gregor i tajemne znaki (IUVI 2016)
5. Gregor and the Code of Claw (2007) / wyd. polskie Gregor i kod Pazura (IUVI 2016)

The Hunger Games / Igrzyska śmierci
1. The Hunger Games (2008) / wyd. polskie Igrzyska śmierci (Media Rodzina 2009)
2. Catching Fire (2009) / wyd. polskie W pierścieniu ognia (Media Rodzina 2009)
3. Mockingjay (2010) / wyd. polskie Kosogłos (Media Rodzina 2010)
4. The Ballad of Songbirds and Snakes (2020) / wyd. polskie Ballada ptaków i węży (Media Rodzina 2020)
5. Sunrise On The Reaping (2025)[12]

Inne książki
- Fire Proof: Shelby Woo #11 (1999)
- When Charlie McButton Lost Power (2005)
- Year of the Jungle (2013)